# بوينغ إف 15 سي إي النسر الصامت
إف 15 اس إي النسر الصامت(بالإنجليزية: Boeing F-15SE Silent Eagle)‏ هي النسخة المقترحة لتطوير المقاتلة إف-15 إي سترايك إيغل صممتها شركة بوينغ حيث تم إضافة تقنية الطائرة الشبح، مثل نقل الأسلحة داخلياً وذلك من خلال طلاء هيكل الطائرة من مواد ماصة للرادار، وتمتلكها الآن عدد قليل من الدول اهمها المملكة العربية السعودية واليابان وكوريا الجنوبية وإسرائيل.